# Бабич, Артур Самвелович
Арту́р Самве́лович Ба́бич (род. 16 мая 2000, Кривой Рог, Днепропетровская область) — украинский и российский тиктокер, музыкальный исполнитель. Член первого состава тиктокерского дома Dream Team House (2020—2024).

## Биография
Вырос в селе Вольном, неподалёку от Кривого Рога. Мать с отцом развелись, когда сыну было 5 лет. Мать проработала долгие годы на ферме, сейчас служит охранником на сельхозпредприятии. Отец, армянин, после развода с ней уехал в Армению, работает там же на заводе оператором. У Бабича также есть младший брат по имени Тимур. Поскольку у матери были проблемы с алкоголем, усугубившиеся после рождения второго сына, Бабич заботился о брате — встречал его из школы, делал с ним уроки, готовил поесть.
В детстве Бабич мечтал прославиться как Роналду или Месси и шесть лет занимался футболом, но потом бросил. Окончил 11 классов, затем поступил в техникум на специальность «менеджмент», но работать по профессии не пошёл.
Основным увлечением мальчика были социальные сети. В 2018 году он завёл аккаунт в Musical.ly (теперь TikTok). Специализировался на юмористических роликах, снимать которые помогал ему младший брат. Популярность пришла с роликом «WTF??», в котором он «случайно» облился кока-колой и уронил себе на лицо мороженое. Ещё через год к Бабичу могли подойти на улице и с ним сфотографироваться.
Потом Бабича пригласили в основанный Даней Милохиным тиктокерский дом Dream Team House, и он переехал в Москву.
22 мая 2020 года он начал музыкальную карьеру, выпустив сингл с песней «Парень простой».
Затем вместе с Бьянкой обновил её песню 2006 года «Были танцы». Сингл с новой версией вышел на лейбле Sony Music 21 августа. Эта песня в итоге займёт второе место в обнародованном «Тиктоком» в середине декабря списке «хитов TikTok‘а» 2020 года — десятке самых используемых в этом году треков.
16 октября 2020 года выпустил песню «Мармеладка». Несколькими днями ранее он поделился коротким её отрывком в «Тиктоке», поэтому к моменту официального релиза на эту песню уже сняли 65 тысяч роликов.
26 октября 2020 года Милохин и Бабич представили свой кавер на хит Рауфа и Файка «Детство». В их версии в песне появился дополнительный речитативный куплет.
Затем вышел дуэт с Тилэксом «КУ КУ».
16 декабря 2020 года Бабич выпустил новогоднюю песню «Праздник».
Вместе с коллегами по Dream Team House Марией Горячевой (Машей Все Круто), Настей Рыжик и Олей Шелби, видеоблогером Германом Черных и другими интернет-знаменитостями снялся в новогоднем клипе Егора Крида «Ты не смогла простить», выложенном на «YouTube» 18 декабря 2020 года.
25 декабря 2020 года Милохин и Бабич выпустили сингл «Чётко».
31 декабря 2020 года вышел кавер на песню «Новый год», которую Бабич записал вместе с Милохиным, Олегом Ликвидатором (Романенко) и Максом Климтоком.
В декабре 2024 года Бабич вернулся в Россию.
Контент на канале классический для «Тиктока»: танцы, музыка, юмористические ролики.

## Дискография

### Синглы
| Год  | Название                                                | Чарты                           | Чарты                   | Чарты                       | Чарты         | Примечания                        |
| Год  | Название                                                | СНГ                             | СНГ                     | СНГ                         | RU            | Примечания                        |
| Год  | Название                                                | TopHit Top Radio & YouTube Hits | TopHit Top YouTube Hits | TikTok Топ-10 русских песен | Муз-ТВ Топ-20 | Примечания                        |
| ---- | ------------------------------------------------------- | ------------------------------- | ----------------------- | --------------------------- | ------------- | --------------------------------- |
| 2020 | «Парень простой»                                        | —                               |                         | N/A                         | —             | цифровой сингл, вып. 22 мая 2020  |
| 2020 | «Были танцы» (Бьянка & Бабич)                           | —                               | —                       | 1                           | 17            | цифровой сингл, вып. 21 авг. 2020 |
| 2020 | «Мармеладка»                                            | —                               | 31                      | 2                           | —             | цифровой сингл, вып. 16 окт. 2020 |
| 2020 | «Детство» (Милохин & Бабич)                             | —                               |                         |                             | —             | цифровой сингл, вып. 26 окт. 2020 |
| 2020 | «КУ КУ» (Тилэкс & Бабич)                                | —                               |                         |                             | —             | цифровой сингл, вып. 13 ноя. 2020 |
| 2020 | «Праздник»                                              | —                               |                         |                             | —             | цифровой сингл, вып. 16 дек. 2020 |
| 2020 | «Чётко» (Милохин & Бабич)                               |                                 |                         |                             |               | цифровой сингл, вып. 25 дек. 2020 |
| 2020 | «Новый год» (Милохин, Бабич, Олег Ликвидатор & Климток) |                                 |                         |                             |               | цифровой сингл, вып. 31 дек. 2020 |
| 2021 | «День дребедень»                                        |                                 |                         |                             |               | цифровой сингл, вып. 16 фев. 2021 |
| 2021 | «Бабки»                                                 |                                 |                         |                             |               | цифровой сингл, вып. 14 мая. 2021 |
| 2021 | «Маяк»                                                  |                                 |                         |                             |               | цифровой сингл, вып. 12 окт. 2021 |
| 2022 | «Мармеладкам»                                           |                                 |                         |                             |               | цифровой сингл, вып. 16 июн. 2022 |

## Фильмография
| Год  |    | Название                    | Роль             |
| ---- | -- | --------------------------- | ---------------- |
| 2022 | мф | Финник                      | Пинкфин / Флюфин |
| 2023 | мф | Дозор Джунглей: Кругосветка | Жильбер          |

## Рейтинги
- Самые быстрорастущие инстаграм-блогеры 2020 года — 8 место[36]
- Топ-5 поющих звёзд «Тиктока» — 5 место[37]

## Награды и номинации
| Год  | Премия                                           | Номинация                              | Номинант           | Результат | Прим. и ист.  |
| ---- | ------------------------------------------------ | -------------------------------------- | ------------------ | --------- | ------------- |
| 2020 | Итоги года 2020 по версии телеканала «ТНТ Music» | Лучший тиктокер года                   | Бабич              | Номинация | 7-е место     |
| 2021 | Nickelodeon Kids’ Choice Awards                  | Любимый «шип» года российских зрителей | Аня Pokrov и Бабич | Победа    | [ 39 ] [ 40 ] |